# Hästtjärnen (Ramsele socken, Ångermanland)
Hästtjärnen är en sjö i Sollefteå kommun i Ångermanland och ingår i Ångermanälvens huvudavrinningsområde.